# Mörttjärnkärret
Mörttjärnkärret är en sjö i Arvidsjaurs kommun i Lappland och ingår i Byskeälvens huvudavrinningsområde.